# Elfordon

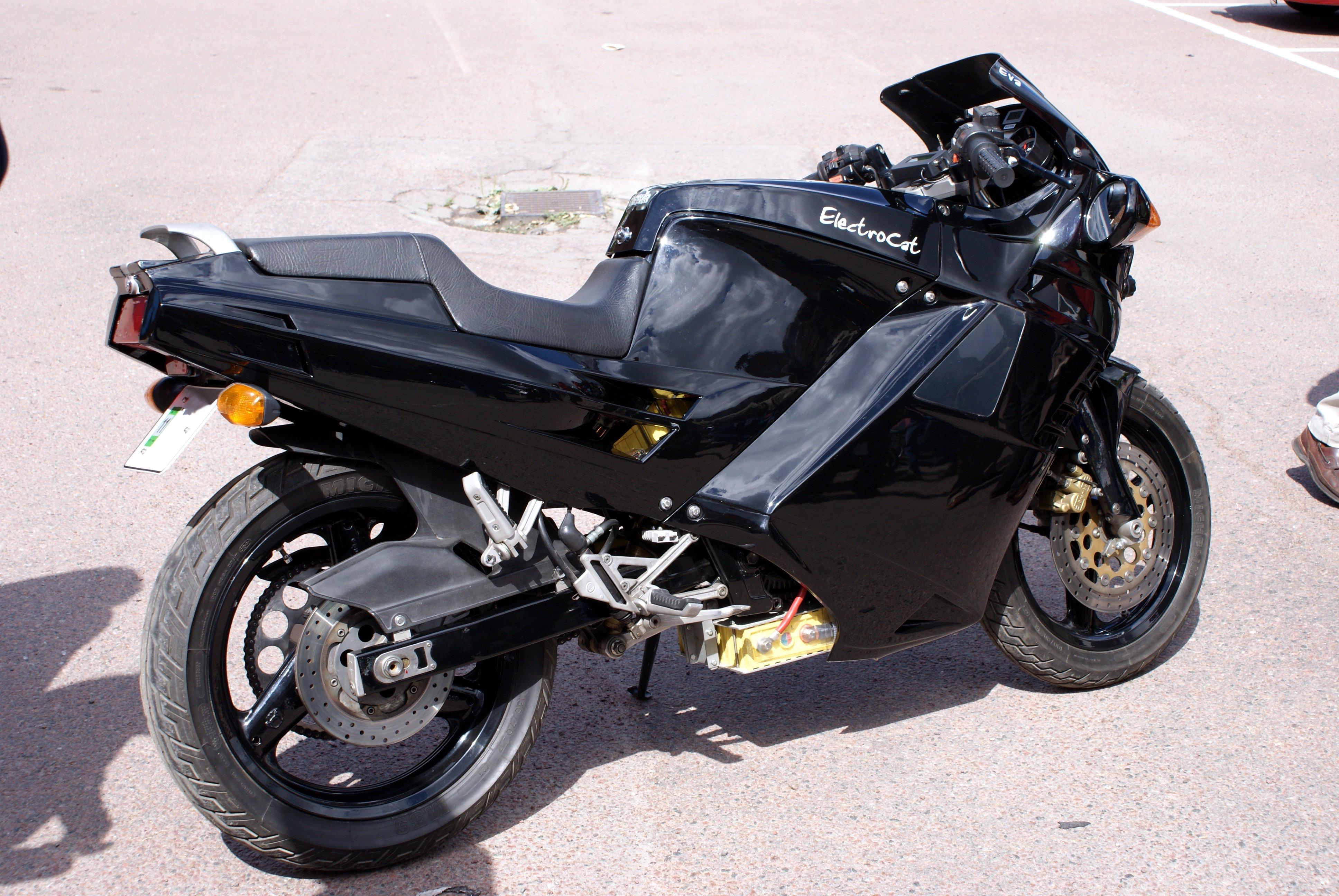
Elmotorcykel

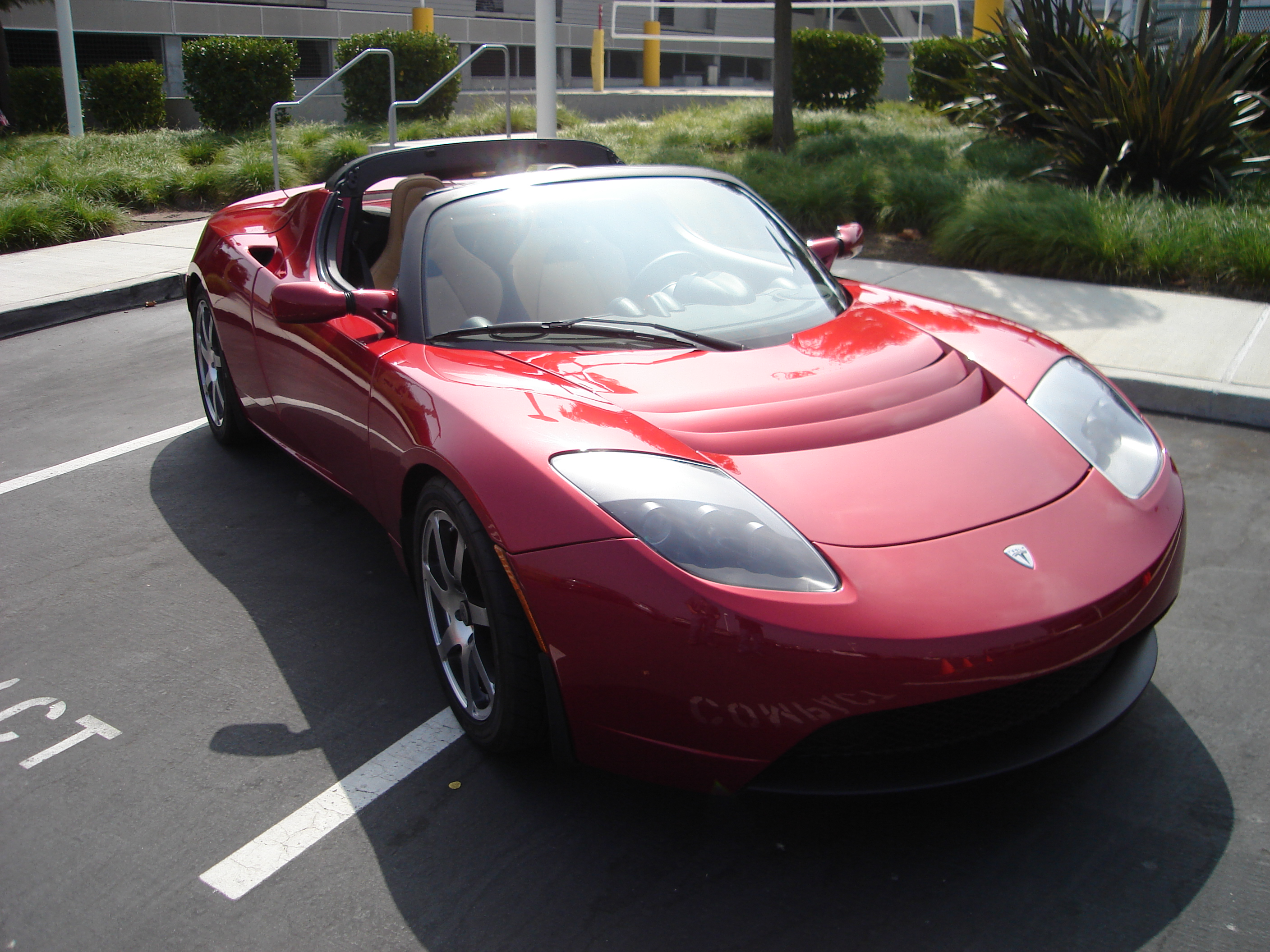
Tesla Roadster

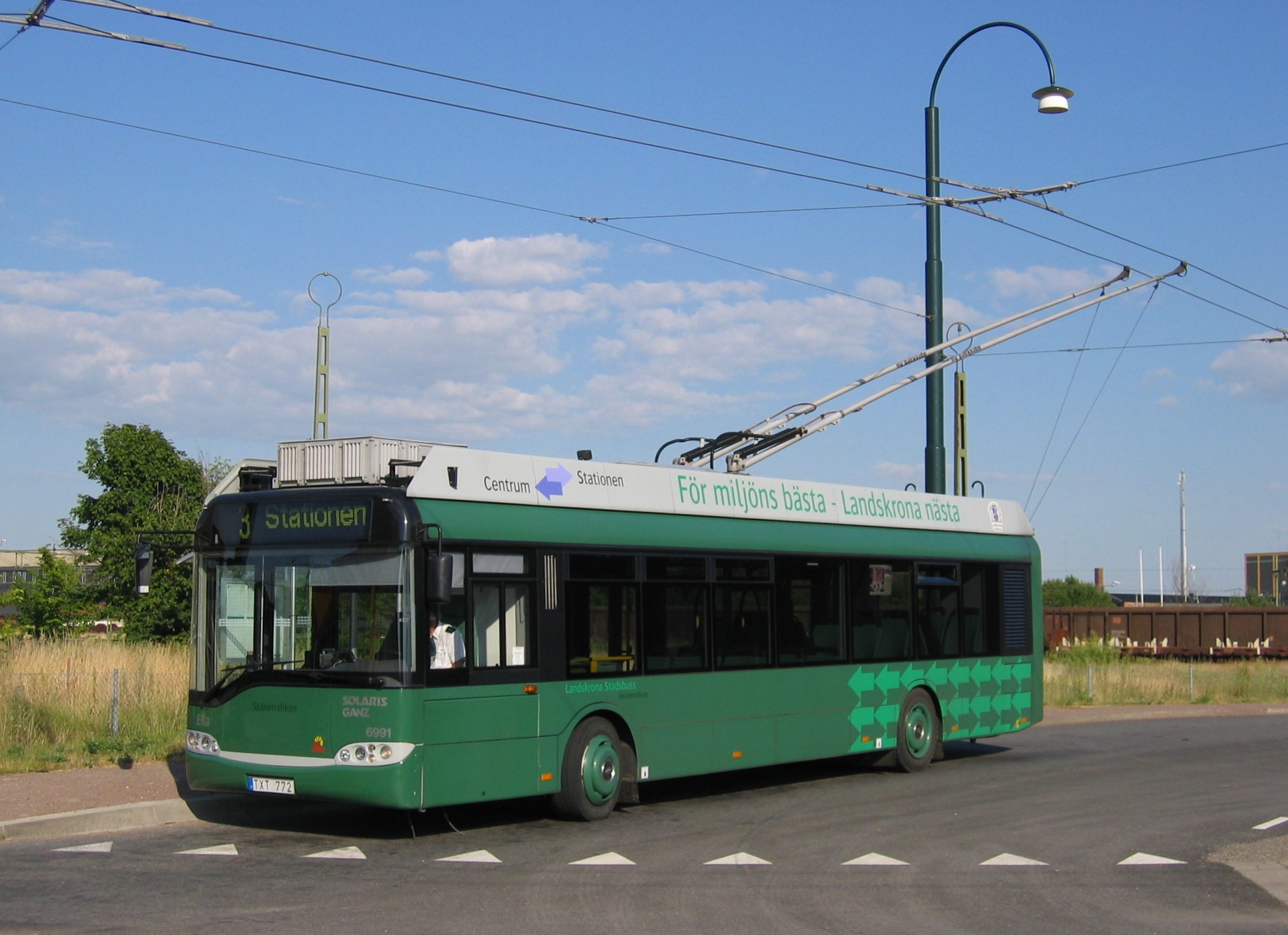
Trådbuss av modell Solaris Trollino i Landskrona.

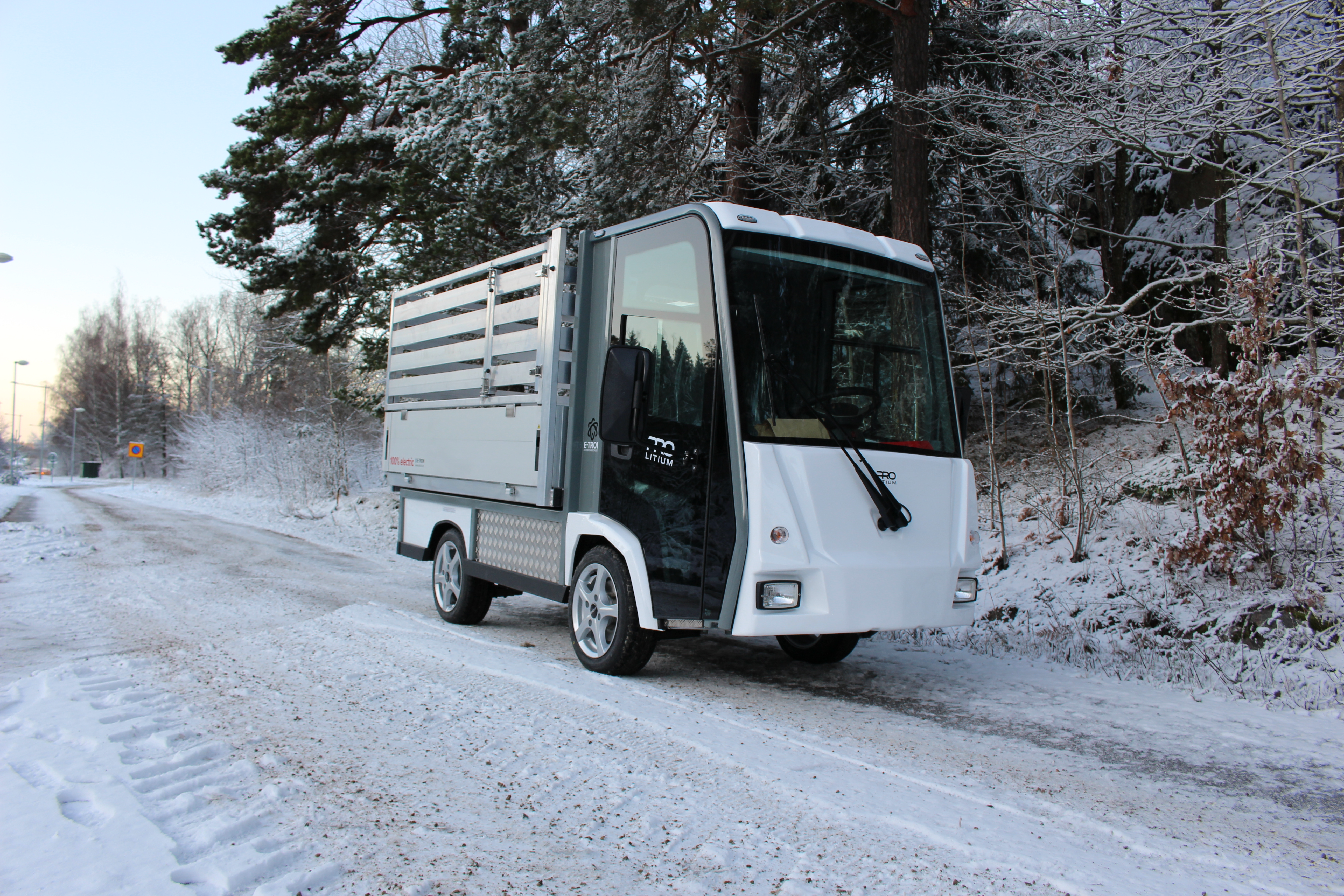
Eldrivet arbetsfordon

Elfordon är ett fordon som drivs med elektricitet, idag ofta via batterier, exempelvis batterielbil, batteribuss, elektrisk mopedbil (såsom Aixam och Rolloped), elcykel, elsparkcykel, elmoped, elskoter och batteridrivet fartyg. Alternativt kan elkraften tillföras via en eller flera kontaktledningar vanligen ovanför fordonet, exempelvis elektriskt tåg och trådbuss, men även via en skena i backen, exempelvis vid tunnelbanetåg. De flesta persontåg i västvärlden är eldrivna, och helt eldrivna personbilar och bussar blir allt vanligare.
En annan typ av elbil är bränslecellsbilar som drivs av bränsleceller där vätgas omvandlas till elektricitet. Elfordon kan även vara olika typer av hybridbilar.

## Elbilar
Att elbilstillverkningen tidigt avbröts och fram till nyligen har varit ovanlig berodde delvis på den dåvarande batteritekniken, där energitätheten tidigare var relativt låg, vilket begränsade körsträckan (typiskt 50–80 kilometer för en elbil) innan batteriet behövde laddas, vilket tog åtskilliga timmar. En annan anledning är, enligt filmen Vem dödade elbilen? från 2006, att oljebolagen och oljeproducerande länder hindrat utvecklingen för att kunna fortsätta sälja olja.
Med moderna litiumjonbatterier blir körsträckan längre (uppåt 200 kilometer eller mer) vilket, tillsammans med klimatkrisen, gjort att försäljningen på senare år ökat kraftigt.
Fördelarna är att de är tystare, mindre skakiga och mer miljövänliga än fordon med förbränningsmotorer. De har även ett bättre vridmoment över hela varvtalsregistret och behöver då inte varvas för att få maximal effekt vid acceleration.

## Eldrivna fordon
- Elbilar
- Elmopeder
- Scooter (elfordon)
- De flesta moderna persontåg, spårvagnar och tunnelbanetåg
- Trådbussar, duobussar och batteribussar